# Globus terraqüi

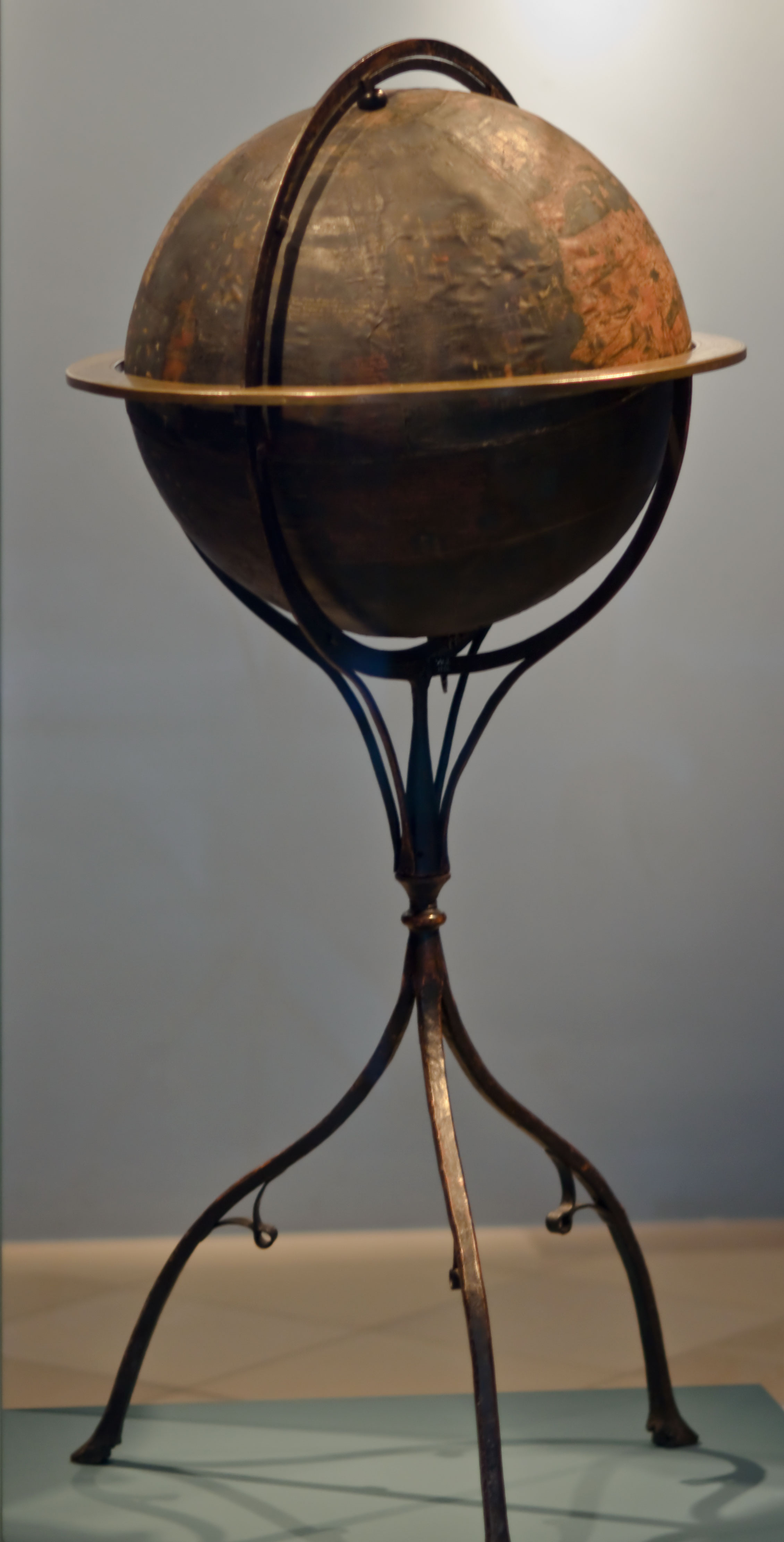
L'"Erdapfel" de Martin Beheim és el globus terrestre més antic conservat. Amèrica encara no hi és inclosa. 1491-1493. Germanisches Nationalmuseum Nuremberg

Un globus terraqüi o bola del món és un model de la Terra tridimensional i a escala. És l'única representació geogràfica que no pateix distorsió. Tot i que la Terra acostuma a ser el planeta representat, hi ha models del Sol, la Lluna i altres planetes, incloent-ne de ficticis.
Els globus terraqüis solen recolzar-se sobre un suport en angle, que a més de fer-los més fàcils d'utilitzar, representa l'angle d'inclinació del planeta en relació al seu moviment de translació. Això permet visualitzar fàcilment com canvien els dies i les estacions.
El primer globus terraqüi, anomenat «Globus Terraqüi de Nürnberg», va ser fabricat durant els anys 1490 i 1492 pel cartògraf alemany Martin Behaim.
A vegades, els globus terraqüis tenen relleu, mostrant la topografia. Se sol utilitzar una escala exagerada pel relleu, de manera que resulti visible.
La majoria dels globus terraqüis moderns inclouen també paral·lels i meridians, de manera que es pot localitzar una ubicació a la superfície del planeta a partir de les seves coordenades.
L'esfericitat de la Terra va ser establerta per l'astronomia hel·lenística al segle iii aC i els primers globus terraqüis van aparèixer en aquesta època. L'exemple més antic conegut és el que va construir Crates de Mal·los a Cilícia a mitjan segle ii aC.
No han sobreviscut globus terrestres de l'Antiguitat fins avui en dia. Sí que es conserva un globus celeste, que forma part d'una escultura hel·lenística denominada Atles Farnese, una còpia romana del segle ii, avui al Museu de Nàpols.

Detall de l'Atles Farnese mostrant part del globus celeste.

Els primers globus terraqüis únicament representaven les terres emergides del Vell Món, i l'extensió d'aquestes depenia del grau de coneixement d'elles que es tenia en cada moment històric. Els construïts per cartògrafs musulmans de l'Edat d'Or de l'islam van aconseguir un alt grau de perfecció, com el construït en el segle ix per al califa abbàssida al-Mamun. (Hi ha dubtes sobre l'existència real d’aquest globus terraqüi). Un altre exemple va ser el que l'astrònom persa Jamal ad-Din va presentar a Pequín en 1267.
El globus terrestre més antic que es conserva va ser construït per Martin Behaim a la ciutat alemanya de Nuremberg el 1492. El primer que va representar les terres emergides del Nou Món va ser el realitzat per Martin Waldseemüller en 1507, adaptant a l'esfera la seva Universalis Cosmographia. Un altre globus terraqüi renaixentista, el Globus Hunt-Lenox (ca. 1507), inclou la frase, convertida en tòpic, "aquí hi ha dracs". A l'Observatori d'Istanbul, Taqí-d-Din va construir a la dècada del 1570 un globus terraqüi d'aspecte molt modern.
Al començament del segle xx, la localitat australiana avui desapareguda de Birdum (Territori del Nord) es va especialitzar en la producció de globus terraqüis que es van exportar a tot el món.

## Història
L'esfericitat de la Terra va ser establerta per l'astronomia hel·lenística al segle iii aC i els primers globus terraqüis van aparèixer en aquesta època. L'exemple més antic conegut és el que va construir Crates de Mal·los a Cilícia a mitjan segle ii aC.
No han sobreviscut globus terrestres de l'Antiguitat fins avui en dia. Sí un globus celeste, el que forma part d'una escultura hel·lenística denominada Atles Farnese, una còpia romana del segle ii, avui al Museu de Nàpols.
Els primers globus terraqüis únicament representaven les terres emergides del Vell Món, i l'extensió d'aquestes depenia del grau de coneixement d'elles que es tenia en cada moment històric. Els construïts per cartògrafs musulmans de l'Edat d'Or de l'islam van aconseguir un alt grau de perfecció, com el construït en el segle ix per al califa abbàssida al-Mamun. Un altre exemple va ser el que l'astrònom persa Jamal ad-Din va presentar a Pequín en 1267.
El globus terrestre més antic que es conserva va ser construït per Martin Behaim a la ciutat alemanya de Nuremberg el 1492. El primer que va representar les terres emergides del Nou Món va ser el realitzat per Martin Waldseemüller en 1507, adaptant a l'esfera seu Universalis Cosmographia. Un altre globus terraqüi renaixentista, el Globus Hunt-Lenox (ca. 1507), inclou la frase, convertida en tòpic, "aquí hi ha dracs". A l'Observatori d'Istanbul, Taqí-d-Din va construir a la dècada del 1570 un globus terraqüi d'aspecte molt modern.
Al començament del segle xx, la localitat australiana avui desapareguda de Birdum (Territori del Nord) es va especialitzar en la producció de globus terraqüis que es van exportar a tot el món.

## Construcció
La construcció d’un globus terraqüi artificial presenta diversos problemes que cal solucionar. D’antuvi cal fabricar una esfera prou lleugera, precisa i sòlida. En segon lloc cal dibuixar o enganxar (o algun procés similar) els mapes adequats. Finalment cal construir un peu giratori.
En els primers temps no hi havia construcció industrial i els globus eren de fabricació artesana. Es publicaren diverses obres que explicaven la construcció casolana d’un globus. A continuació es presenten algunes de les obres esmentades.
- 1574. La Geografia Di Clavdio Tolomeo Alessandrino, Gia tradotta di Greco in Italiano da M. Giero Rvscelli: & hora in questa nuoua editione da M. Gio. Malombra ricorretta, & purgata ... Et con un Discorso di M. Gioseppe Moleto doue si dichiarono tutti i termini appartenenti alla Geografia[25]

- 1681. Nueva descripción del orbe de la tierra.[26]

| « | Y aunque Joseph Molecio en sus Commentarios sobre este Capítulo ofrece soplir, y explicar más adelante lo que en Ptolemeo halló defectuoso tampoco declara la delineación de un Globo en plano, para después reduzirlo en forma Circular, Esphérica y Versátil; solamente enseña a formar lo material de una bola para delinear después en ella las partes del Globo: diziendo que primero se haga una de madera bien torneada y que se cubra igualmente toda de yesso, que tenga de cuerpo dos dedos por lo menos, y cortando la cubierta del yesso por medio y sacando la bola de madera, quedarán dos medias Espheras cóncavas, y que tomando massa de papel mezclada con cola se vaya poniendo por dentro de las dos cavidades del yesso de manera que igualmente tenga de crasixie un dedo, y puesta a secar al sol, quando lo esté, se saquen los dos Emispherios de papel que juntándolos con cola, o otro fuerte betún quedará forjado lo material del Globo ... | » |

- 1717. Hi ha una obra de John Green (The Construction of Maps and Globes: In Two Parts. First, Contains the Various Ways of Projecting Maps, ... Second, Treats of Making Divers Sorts of Globes, ... Illustrated with Eighteen Copper Plates. To which is Added, an Appendix, ...) que tracta de diversos tipus de projeccions i de la construcció de globus.[27]

| « | ... (traducció lliure) Hi ha dues menes de globus: els sòlids amb la superfície gravada (la terrela o globus magnètic, de coure o d’ivori) i els de paper imprès enganxat... | » |

- 1766.[28]

- 1782.[29]

## Cinema
Els globus terraqüis artificials, pel seu valor representatiu i simbòlic han estat protagonistes d’algunes escenes de pel·lícules. També hi ha documentals que mostren alguns processos de fabricació.
- The Great Dictator[30][31][32]
- La Pantera Rosa[33][34]
- The Pink Panther (pel·lícula de 2006)[35]
- Documental de 1955.[36]
- Documental.[37]